# خوان فيليكس سانشيز
خوان فيليكس سانشيز (بالإسبانية: Juan Félix Sánchez)‏ هو مهندس معماري ورسام فنزويلي، ولد في 16 مايو 1901 في San Rafael de Mucuchíes ‏ في فنزويلا، وتوفي بنفس المكان في 18 أبريل 1997.

## معرض صور

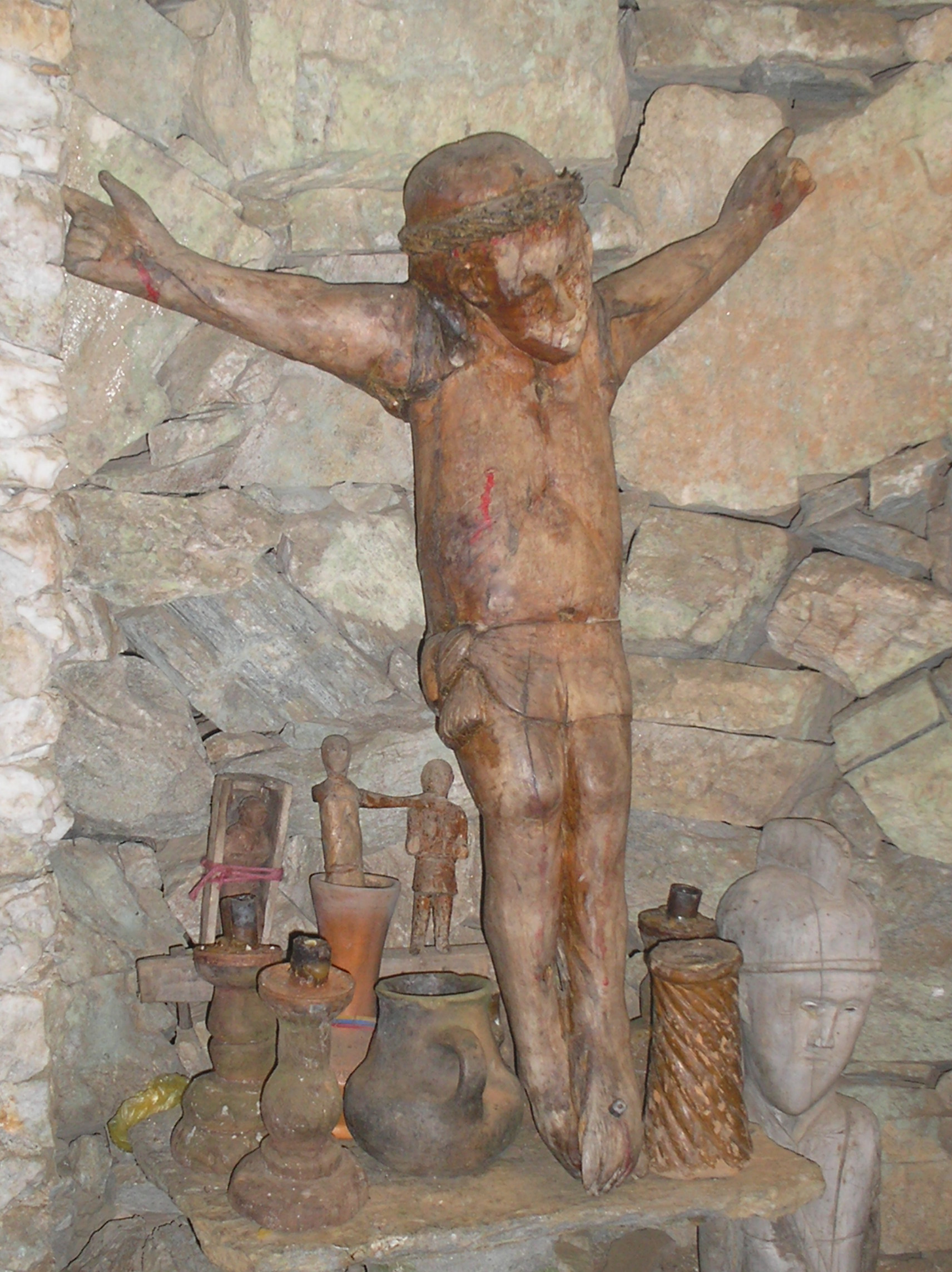
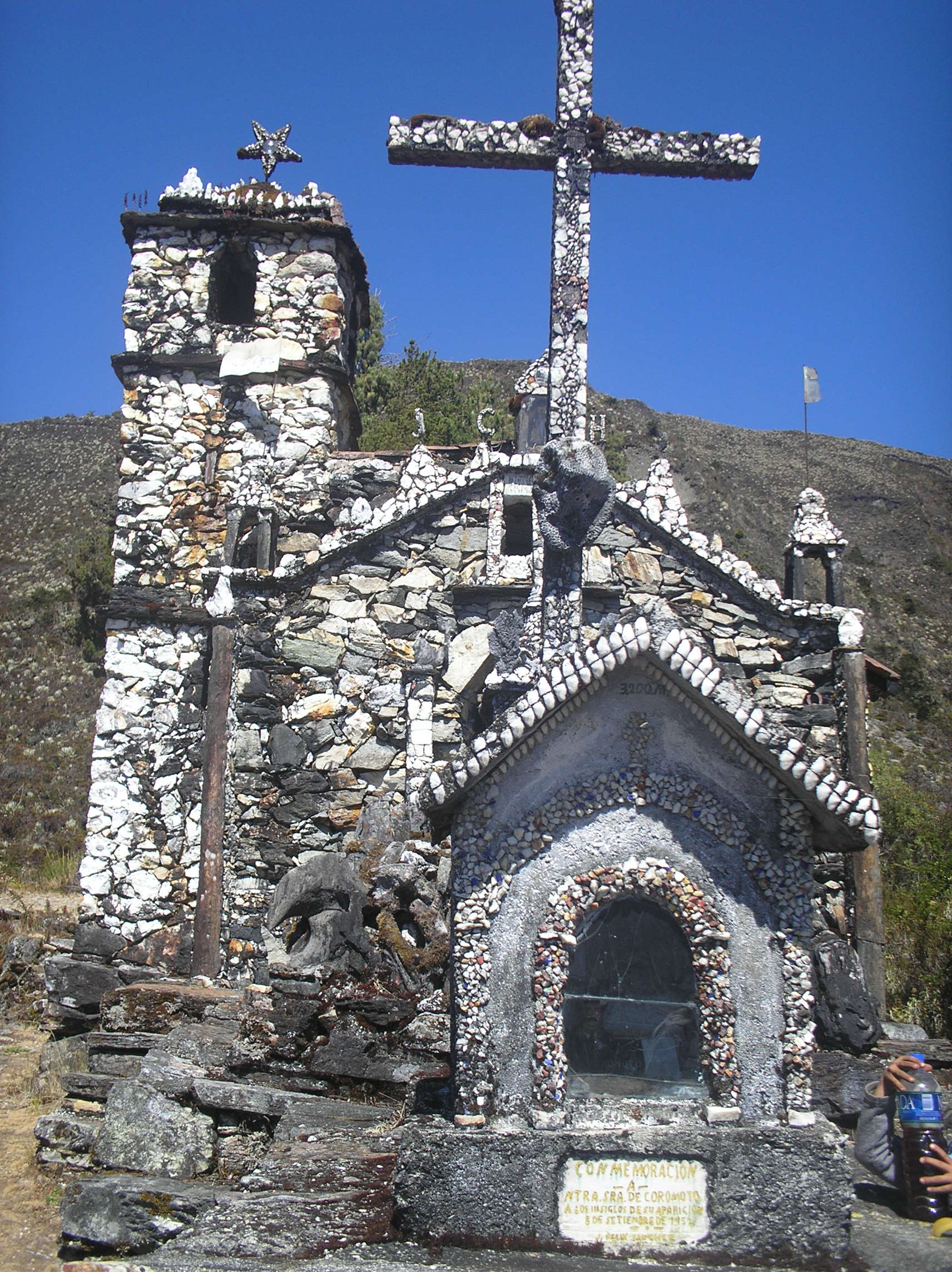
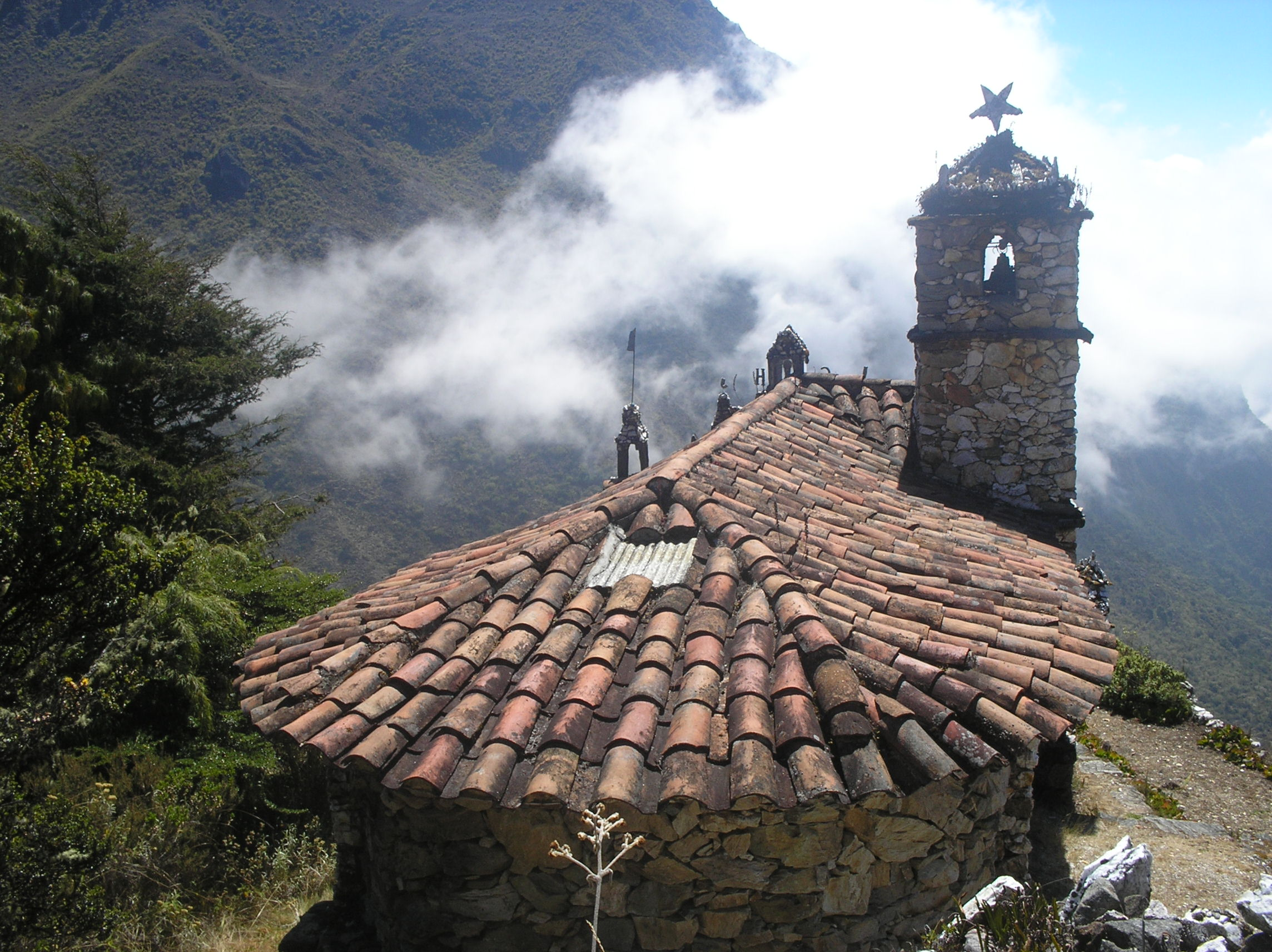